# デジタル社会推進会議
デジタル社会推進会議（でじたるしゃかいすいしんかいぎ、英語: Digital Society Promotion Council）とはデジタル庁設置法に基づき、デジタル庁に設置された会議体である。
第四節　デジタル社会推進会議
（設置及び所掌事務）
第十四条　デジタル庁に、デジタル社会推進会議（以下この節において「会議」という。）を置く。
２　会議は、次に掲げる事務をつかさどる。
一　デジタル社会の形成のための施策の実施を推進すること。
二　デジタル社会の形成のための施策について必要な関係行政機関相互の調整をすること。—デジタル庁設置法（令和三年法律第三十六号）
内閣総理大臣が議長を務め、内閣官房長官及びデジタル大臣が副議長を務める。この会議において「デジタル社会の実現に向けた重点計画」が示され、後に閣議決定される。

## 概要
会議は、次の事務をつかさどるとされている。
- デジタル社会の形成のための施策の実施を推進すること。
- デジタル社会の形成のための施策について必要な関係行政機関相互の調整をすること。

下部組織として以下が存在する。
- デジタル社会推進会議幹事会 - 議長：デジタル監
- データ戦略推進ワーキンググループ - 主査：内閣総理大臣補佐官、主査代理：デジタル審議官
- モビリティワーキンググループ - 主査：内閣総理大臣補佐官

## 経緯
- 第1回が2021年9月6日に開催され、第2回が2021年12月24日に開催された。2021年版「デジタル社会の実現に向けた重点計画」が示された[1]。2021年12月24日閣議決定[2]。
- 2022年6月6日 - 第3回が開催され、2022年版「デジタル社会の実現に向けた重点計画」が示された[3]。2022年6月7日閣議決定[4]。
- 2023年6月6日 - 第4回が開催され、2023年版「デジタル社会の実現に向けた重点計画」が示された[5]。2023年6月9日閣議決定[6]。
- 2024年6月21日 - 第5回が開催され、2024年版「デジタル社会の実現に向けた重点計画」が示された[7]。同日閣議決定[8]。
- 2025年6月13日 - 第6回が開催され、2025年版「デジタル社会の実現に向けた重点計画」が示された[9]。同日閣議決定[10]

## 関連記事
- デジタル社会構想会議